# Dohrniphora obscuriventris
Dohrniphora obscuriventris är en tvåvingeart som beskrevs av Borgmeier 1925. Dohrniphora obscuriventris ingår i släktet Dohrniphora och familjen puckelflugor. Inga underarter finns listade i Catalogue of Life.